# Beat the Boots
Beat the Boots box set je američkog glazbenika Franka Zappe, koji izlazi u srpnju 1991.g. Set je bio dostupan na svim formatima, LP, kazeta i CD. Na njemu se nalazi materijal od 15 godina Zappinog rada iz vremena od 30. rujna 1967. ('Tis the Season to Be Jelly) do 21. svibnja 1982. (dvije skladbe na As an Am).

## Popis pjesama
Sve pjesme napisao je Frank Zappa, osim gdje je drugačije naznačeno.

### As an Am
As an Am sadrži skladbe koje su snimane u različito vrijeme. Skladba 1, 19. svibnja 1981. studio Rockline, KLOS-FM, Los Angeles, California; skladba 2 i 3 21. svibnja 1982. studio Sporthalle, Cologne, Germany  skladba 4 i 6,  31. listopada 1981. studio The Palladium, New York City.
1. "That Makes Me Mad" – 0:51
2. "Young & Monde" – 11:24
3. "Sharleena" – 9:09
4. "Black Napkins" – 3:58
5. "Black Page #2" – 7:12
6. "The Torture Never Stops" – 11:03

### The Ark
The Ark sniman u Boston, Massachusetts, 8. srpnja, 1969.
1. "Intro" – 0:56
2. "Big Leg Emma" – 3:42
3. "Some Ballet Music" – 7:16
4. "Status Back Baby" – 5:48
5. "Valarie" – (Clarence Lewis, Bobby Robinson) – 3:30
6. "My Guitar" – 6:46
7. "Uncle Meat / King Kong (Medley)" – 23:49

### Freaks & Mother*#@%!
Freaks & Mother*#@%! sniman u Fillmore East, New York City, 13. studenog 1970.
Originalano izdanje zvalo se Freaks and Motherfuckers.
1. "Happy Together" – (Gary Bonner, Alan Gordon) – 1:25
2. "Wino Man-with Dr. John Routine" (Zappa, Jeff Simmons) – 7:44
3. "Concentration Moon" – 1:18
4. "Pallidan Routine" – 1:14
5. "Call Any Vegetable" – 8:56
6. "Little House I Used to Live In" – 4:26
7. "Mudshark Variations" – 1:10
8. "Holiday in Berlin" – 3:33
9. "Sleeping in a Jar" – 7:23
10. "Cruising for Burgers" – 2:52

### Unmitigated Audacity
Unmitigated Audacity snimano u University of Notre Dame, South Bend, Indiana on 12. svibnja 1974.
1. "Dupree's Paradise/It Can't Happen Here" – 3:12
2. "Hungry Freaks, Daddy" – 2:46
3. "You're Probably Wondering Why I'm Here" – 2:44
4. "How Could I Be Such a Fool?" – 3:42
5. "Ain't Got No Heart" – 2:20
6. "I'm Not Satisfied" – 2:18
7. "Wowie Zowie" – 3:18
8. "Let's Make the Water Turn Black" – 2:23
9. "Harry, You're a Beast" – 0:53
10. "Oh No" – 8:14
11. "More Trouble Every Day" – 7:53
12. "Louie Louie" – 1:55
13. "Camarillo Brillo" – 5:07

### Any Way the Wind Blows
Any Way the Wind Blows sniman u Nouvel Hippodrome, Pariz, 24. veljače 1979.

#### Disk 1
1. "Watermelon in Easter Hay" – 4:27
2. "Dead Girls of London" – 2:38
3. "I Ain't Got No Heart" – 2:11
4. "Brown Shoes Don't Make It" – 7:29
5. "Cosmic Debris" – 4:11
6. "Tryin' to Grow a Chin" – 3:34
7. "City of Tiny Lights" – 9:25
8. "Dancin' Fool" – 3:31
9. "Easy Meat" – 6:40

#### Disc 2
1. "Jumbo Go Away" – 3:44
2. "Andy" – 5:21
3. "Inca Roads" – 5:42
4. "Florentine Pogen" – 5:26
5. "Honey, Don't You Want A Man Like Me?" – 4:33
6. "Keep It Greasy" – 3:31
7. "The Meek Shall Inherit Nothing" – 3:24
8. "Another Cheap Aroma" – 2:38 (Correct title: "For the Young Sophisticate")
9. "Wet T-Shirt Night" – 2:29
10. "Why Does It Hurt When I Pee?" – 2:38
11. "Peaches En Regalia" – 3:40

### 'Tis the Season to Be Jelly
'Tis the Season to Be Jelly sniman u Konserthuset, Stockholm, Sweden, 30. rujna 1967.
1. "You Didn't Try to Call Me" – 3:12
2. "Petrushka" – 0:52
3. "Bristol Stomp" – 0:45
4. "Baby Love" – 0:47
5. "Big Leg Emma" – 2:09
6. "No Matter What You Do (Tchaikovsky's 6th)" – 2:41
7. "Blue Suede Shoes" – 0:53
8. "Hound Dog" – 0:14
9. "Gee" – 1:52
10. "King Kong" – 14:18
11. "It Can't Happen Here" – 9:18

### Saarbrücken 1978
Saarbrücken 1978 sniman u Ludwigparkstadion, Saarbrücken, Germany, 3. rujna 1978.
1. "Dancin' Fool" – 3:42
2. "Easy Meat" – 5:05
3. "Honey, Don't You Want a Man Like Me?" – 4:15
4. "Keep It Greasy" – 3:31
5. "Village of the Sun" – 6:20
6. "The Meek Shall Inherit Nothing" – 3:45
7. "City of Tiny Lights" – 6:43
8. "Pound for a Brown" – 6:36
9. "Bobby Brown" – 2:56
10. "Conehead" – 3:33
11. "Flakes" – 5:01
12. "Magic Fingers" – 2:30
13. "Don't Eat the Yellow Snow" – 3:52
14. "Nanook Rubs It" – 1:47
15. "St. Alfonzo's Pancake Breakfast" – 6:42
  - comprising:
    - "Father O'Blivion"
    - "Rollo"
16. "Bamboozled by Love" – 6:45

### Piquantique
Piquantique sniman u  Solliden, Skansen, Stockholm, 21. kolovoza 1973.
1. "Kung Fu" – 2:12
2. "Redunzl" – 4:26
3. "Dupree's Paradise" – 11:25
4. "T'Mershi Duween" – 1:55
5. "Farther O'Blivion" – 20:41

## Vanjske poveznice
- Lyrics:
  - As an Am
  - The Ark
  - Freaks & Mother*#@%!  Arhivirana inačica izvorne stranice od 13. svibnja 2006. (Wayback Machine)
  - Unmitigated Audacity
  - Any Way the Wind Blows
  - 'Tis the Season to Be Jelly
  - Saarbrücken 1978
  - Piquantique
- Detalji o izlasku albuma